# Ju no kata
Il jū-no-kata (柔の形? forme dell'adattabilità) è uno dei 7 kata ufficiali del Kōdōkan Jūdō Institute di Tōkyō. Esso fu creato dal Prof. Jigorō Kanō nel 1897 circa, ed originariamente comprendeva 10 tecniche; il kata, successivamente modificato dallo stesso Kanō, si compone di 15 tecniche suddivise in 3 gruppi.
Il jū-no-kata è caratterizzato da movimenti fluidi e precisi, da azioni di distensione muscolare isometrica e da un'attività aerobica molto intensa. L'esecuzione di questo kata non necessita che tori ed uke indossino jūdōgi e quindi si presta benissimo anche ad allenamenti all'aria aperta.
(Jigorō Kanō)
Si noti che sebbene la sezione femminile del Kōdōkan, istituita ufficialmente nel 1926, abbia sempre posto particolare enfasi sullo studio del jū-no-kata, è del tutto falsa l'opinione per la quale tale kata sia ad uso esclusivo delle donne. Illustri maestre nel jū-no-kata sono: Masako Noritomi, Keiko Fukuda, Katsuko Umezu e Sumiko Akiyama.
(Jigorō Kanō)
Il kata è così organizzato:
- Ikkyō (第一教, primo gruppo)
  - Tsukidashi (突出, trapassare con la mano)
  - Kata-oshi (肩押, spingere la spalla)
  - Ryōte-dori (両手取, prendere entrambe le mani)
  - Kata-mawashi (肩廻, far ruotare le spalle)
  - Ago-oshi (腮押, spingere il mento)
- Nikkyō (第二教, secondo gruppo)
  - Kiri-oroshi (切下, tagliare dall'alto)
  - Ryōkata-oshi (両肩押, spingere entrambe le spalle)
  - Naname-uchi (斜打, colpire in diagonale)
  - Kata-te-dori (片手取, prendere una mano)
  - Kata-te-age (片手挙, alzare una mano)
- Sankyō (第三教, terzo gruppo)
  - Obi-tori (帯取, prendere la cintura)
  - Mune-oshi (胸押, spingere il petto)
  - Tsuki-age (突上, uppercut)
  - Uchi-oroshi (打下, colpire discendendo)
  - Ryōgan-tsuki (両眼突, colpire agli occhi)